# Louise von Schweden-Norwegen

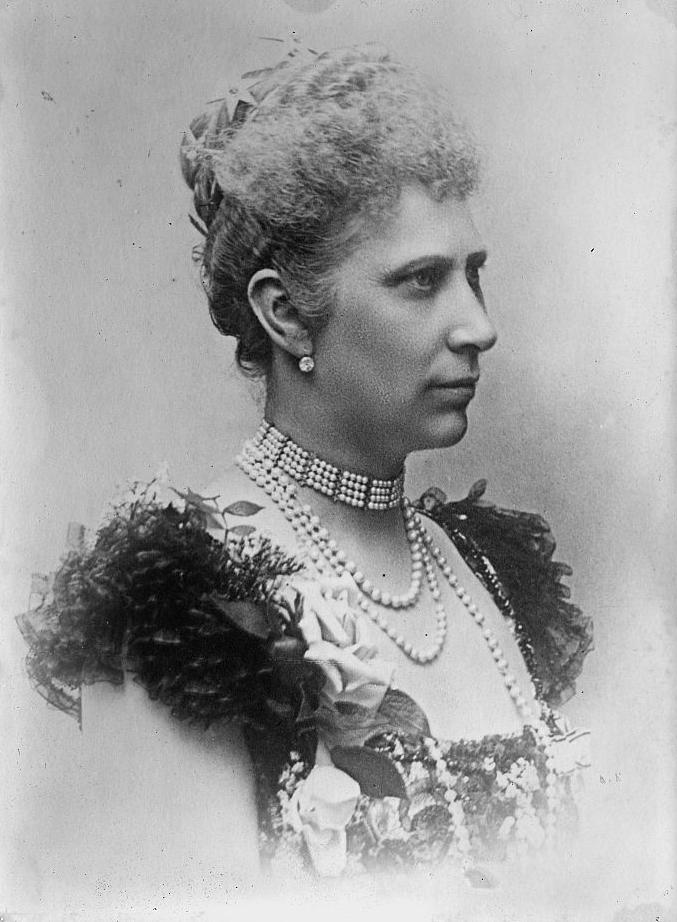
Louise von Schweden-Norwegen

Louise als Kronprinzessin mit ihrer Tochter Louise (1875–1906) (Gemälde von Laurits Tuxen)

Königin Louise von Dänemark (geborene Prinzessin Louise Josephine Eugenie von Schweden; * 31. Oktober 1851 in Stockholm; † 20. März 1926 im Schloss Amalienborg, Kopenhagen) war eine schwedische Prinzessin und an der Seite ihres Mannes, König Friedrich VIII. (dänisch: Frederik VIII.), von 1906 bis 1912 Königin von Dänemark.

## Familie
Louise Josephine Eugenie von Schweden stammt aus dem Hause Bernadotte und war die Tochter von König Karl XV. und Luise von Oranien-Nassau. Louise heiratete am 28. Juli 1869 Kronprinz Frederik von Dänemark und wurde 1906 Königin an der Seite ihres Mannes. Das Paar hatte acht Kinder.
- Christian X. (1870–1947) ⚭ 1898 Prinzessin Alexandrine zu Mecklenburg,
- Håkon VII. Karl (1872–1957) ⚭ 1896 Prinzessin Maud von Großbritannien und Irland,
- Louise (1875–1906) ⚭ 1896 Prinz Friedrich zu Schaumburg-Lippe,
- Harald Christian (1876–1949) ⚭ 1909 Prinzessin Helena von Schleswig-Holstein-Sonderburg-Glücksburg,
- Ingeborg (1878–1958) ⚭ 1897 Prinz Karl (1861–1951) Herzog von Västergötland, Sohn von Oskar II. von Schweden,
- Thyra (1880–1945),
- Gustav (Christian Frederik Vilhelm Valdemar Gustav) (1887–1944) und
- Dagmar (1890–1961) ⚭ 1922 Jørgen Castenskiold.

Da Louises Eltern keinen männlichen Anwärter für den schwedischen und den norwegischen Thron vorzuweisen hatten, gingen diese beiden an Karls XV. Bruder, Oskar II. über. Man sagt, dass Karl seiner Tochter Louise auf dem Totenbett noch versprach, dass ein Sohn ihrerseits Anwärter auf den norwegischen Thron werden sollte. 1905 wurde Louises Sohn Karl mit der Unabhängigkeit Norwegens von Schweden unter dem Namen Håkon VII. König von Norwegen.
Im Gegensatz zu den anderen skandinavischen Wahlmonarchien war Norwegen nämlich von jeher eine Erbmonarchie. Die Thronfolgeregeln waren zwar nicht so strikt, aber ein Mitglied der Fairhair-Dynastie väterlicherseits hatte einen Anspruch auf den Thron. Nachdem diese Dynastie bereits im Mittelalter erloschen war, wurde der norwegische Thron in weiblicher Linie erst an einen schwedischen Prinzen, dann an eine dänische Prinzessin und somit schließlich an die dänischen Könige weitervererbt. Durch Kriege, aber auch durch die Tatsache, dass er ein Nachkomme der jüngeren Linie des Hauses Oldenburg, des damaligen norwegischen Königshauses, war, fiel Norwegen an Karl XIII. von Schweden. Da laut alter norwegischer Tradition eine Thronfolge aus weiblicher Linie nicht ausgeschlossen ist, war es nicht allzu schwer, den Thronanspruch von Louises Sohn per Verfassung durchzusetzen.
Louises Urenkelin Margrethe II. war bis 14. Januar 2024 Königin von Dänemark.

## Kronprinzessin und Königin
Nach dem gegen Deutschland verlorenen Krieg von 1864 verlor das dänische Königshaus zunächst an Popularität. Die Tatsache, dass Louise eine skandinavische Prinzessin war und nicht, wie viele frühere Kronprinzessinnen, einem deutschen Fürstenhaus entstammte, wurde sehr begrüßt und sorgte für steigende Beliebtheit in der Bevölkerung.
Louise interessierte sich nicht für Politik und war gegenüber repräsentativen Pflichten eher scheu. Sie führte ein zurückgezogenes Leben und konzentrierte sich mit großem Ernst auf die Erziehung ihrer Kinder sowie auf ihr Interesse an Kunst, Literatur und Religion. Sie war tief religiös und Anhängerin der Inneren Mission, worin sie sich von ihrem Mann unterschied. Für wohltätige Zwecke setzte sie sich aktiv ein. Die Anerkennung ihrer extrovertierten Schwiegermutter, der Königin Louise, fand sie nur schwer, und am Familienleben auf Fredensborg nahmen sie und ihr Mann wenig teil.
Louise und Frederik bewohnten das Palais Brockdorff auf Schloss Amalienborg. Als Sommerresidenz diente Schloss Charlottenlund, das ausgebaut werden musste, um die große Kinderschar zu beherbergen.
Louise und Frederik befanden sich ungewöhnlich lange in der Position des Kronprinzenpaares, bevor Frederik 1906 endlich und nur für relativ kurze Zeit König wurde. Das Königspaar unternahm Reisen ins Ausland sowie innerhalb Dänemarks. Bei der dänischen Bevölkerung war Louise ausgesprochen anerkannt.
Als Witwe, ab 1912, setzte Louise ihre Wohltätigkeitsarbeit fort und sie kümmerte sich um ihre unverheirateten Kinder. Da ihre Großeltern mütterlicherseits ihr ein beträchtliches Erbe hinterlassen hatten, konnte sie für ihren unverheirateten Sohn Gustav Schloss Egelund errichten und ihm so ein standesgemäßes Leben sichern.
Königin Louise starb 1926 auf Schloss Amalienborg und wurde neben ihrem Mann im Dom von Roskilde bei Kopenhagen beigesetzt.